# Ivan Jullien

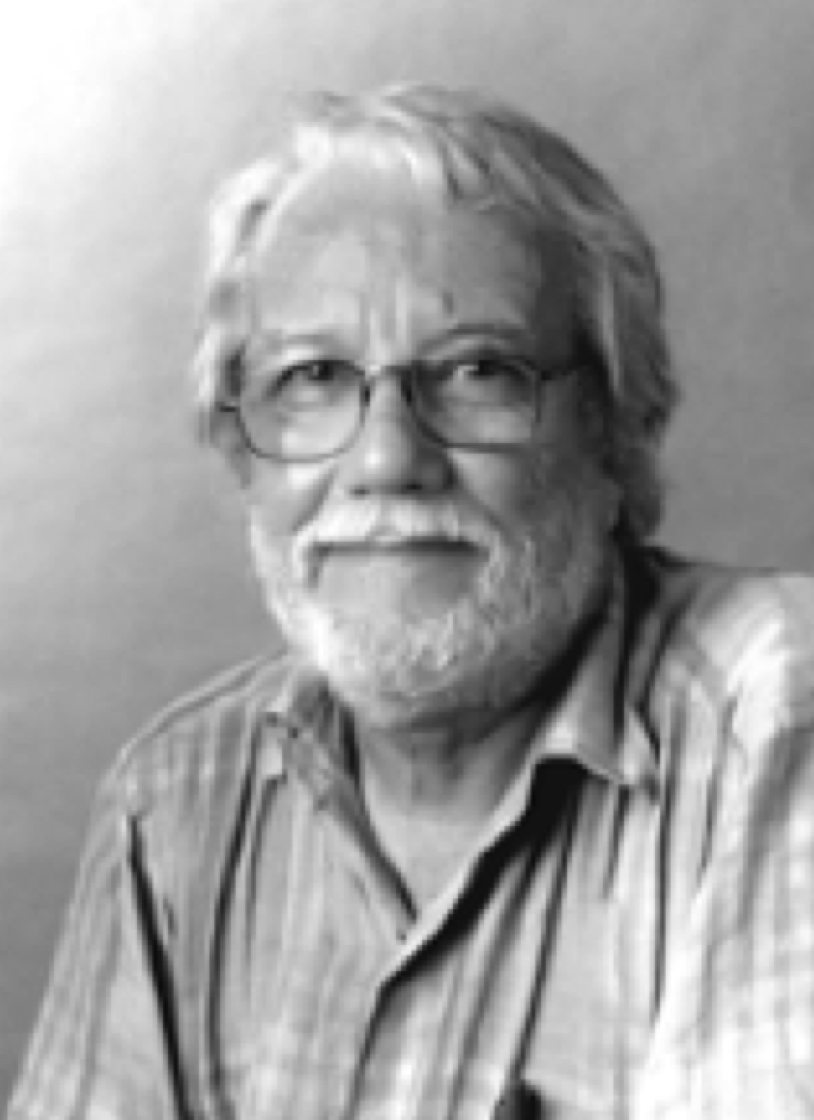

Ivan Jullien (Vincennes, 27 oktober 1934 - Étampes, 3 januari 2015) was een Franse componist, arrangeur en jazz-trompettist.
Jullien studeerde architectuur en was een paar jaar tijdens de Eerste Indochinese Oorlog actief in de marine. Na allerlei baantjes was hij vanaf 1957 trompettist in de jazz en varieté. Hij speelde onder meer in de orkesten van Alix Combelle en Claude Bolling en begeleidde musici als Lester Young, Benny Bailey, Bud Powell, Johnny Griffin, Dexter Gordon en Maynard Ferguson. Vanaf 1964 speelde hij twee jaar bij Johnny Hallyday, waarvoor hij ook arrangeerde. Dat laatste deed hij daarna voor meer orkesten (bijvoorbeeld de band van Count Basie) en voor vocalisten als Charles Aznavour, Sacha Distel, Charles Trenet en Françoise Hardy. In zijn loopbaan schreef hij meer dan tienduizend arrangementen. Daarnaast componeerde en arrangeerde hij filmmuziek, bijvoorbeeld voor 'Un Homme et une Femme' van Claude Lelouche. Vanaf 1983 gaf hij ook les in muziekanalyse en arrangement. Over arrangeren schreef hij in 2006 een boek. Jullien bracht verschillende keren bigbands bijeen, die ook opnames maakten, maar slechts een kort bestaan hadden. In 1971 ontving hij de Prix Django Reinhardt en (met Eddy Louiss) de Prix Boris Vian. In 2003 kreeg hij de oeuvreprijs Victoires de la Musique. In werd hij Chevalier des Arts et Lettres.
- Bibliothèque nationale de France: cb13971393g (data)
- Gemeinsame Normdatei: 1289670293
- International Standard Name Identifier: 0000 0001 1457 6930
- Library of Congress Control Number: no2005055321
- MusicBrainz: 39ffd458-d6f4-476c-8c98-27a0ecc0c090
- Nederlandse Thesaurus van Auteursnamen: 083202439
- Système universitaire de documentation: 095627871
- Virtual International Authority File: 161653335
- WorldCat: E39PBJvxtX7KXjCrvmD783xdQq